# Mesopolobus brevinervis
Mesopolobus brevinervis är en stekelart som beskrevs av Gijswijt 1994. Mesopolobus brevinervis ingår i släktet Mesopolobus och familjen puppglanssteklar.
Artens utbredningsområde är Frankrike. Inga underarter finns listade i Catalogue of Life.